# カテドラル (競走馬)
カテドラル（欧字名:Catedral、2016年2月9日 - ）は、日本の競走馬。2021年の京成杯オータムハンデキャップの勝ち馬である。
馬名の意味は、ロマネスク、ゴシック様式を兼ね備えるスペイン、アビラの大聖堂。

## 戦績

### デビュー前
2016年2月9日、ノーザンファームで誕生。その後、一口馬主法人キャロットファームから総額4,000万円（一口10万円×400口）で募集された。

### 2歳（2018年）
栗東の池添学厩舎に入厩し7月8日の新馬戦（中京芝2000ｍ）でデビュー。重馬場のなか好位から抜け出して後続に2馬身半差をつけ、初戦を勝利で飾る。続く野路菊ステークスは6頭立てと小頭数のなか先手を取るとそのまま逃げ切り2勝目を挙げた。3戦目の東京スポーツ杯2歳ステークスは好位から競馬をするも馬群に沈み11着と惨敗、初黒星となる。

### 3歳（2019年）
3歳初戦となった京成杯は果敢に先手を取ったが4コーナーで勝ち馬のラストドラフトに交わされブービーの11着と大敗。続くアーリントンカップはほぼ最後方の位置取りから上り最速の脚で追い込みイベリスにクビ差の2着に迫った。初GI挑戦となったNHKマイルカップでも後方で脚を溜めると、直線で馬群を割って脚を伸ばしたが先に抜け出したアドマイヤマーズを捕まえられず、外から伸びたケイデンスコールに最後は交わされ3着に敗れた。古馬との初対戦となった中京記念は前走のような切れる脚を発揮できず8着に敗れた。。その後は休養を取り、3か月ぶりとなった富士ステークスに出走、スタートでやや後手を踏み追い込んだものの5着までに終わる。マイルチャンピオンシップは後方2番手から上がり33秒4の脚で前に迫ったが6着に敗れた。

### 4歳（2020年）
4歳初戦、初めての1番人気となった京都金杯は最後方から競馬をしたが、末脚不発の17着と大敗。5か月ぶりのレースとなった米子ステークスは10着に敗れた。続く朱鷺ステークスは直線で外から追い込み、ストーミーシーをアタマ差交わし2018年9月以来となる3勝目を挙げた。次走、スワンステークスは7着に敗れ、キャピタルステークスでは珍しく2番手につけたが9着に沈んだ。

### 5歳（2021年）
5歳初戦となった東京新聞杯は12番人気と低評価だったが道中中団から直線追い込み、勝ったカラテにアタマ差の2着と好走する。続くダービー卿チャレンジトロフィーは上がり最速の脚で追い込んだがテルツェットを捕えきれず連続2着となる。安田記念は後方2番手から末脚発揮とはならず12着に終わる。小倉1800ｍで行われた中京記念は後方から脚を伸ばすもアンドラステに3/4馬身及ばず2着に敗れる。続く京成杯オータムハンデキャップは中団後方でレースを進め、直線半ばで進路を見つけると一気に伸び、逃げて粘るコントラチェックをゴール寸前でクビ差差し切り優勝。14度目の重賞挑戦で重賞初制覇を果たした。次走、マイルチャンピオンシップは後方から競馬をしたが9着に敗れた。

### 6歳（2022年）
シーズン前半は低調なパフォーマンスが続き、初戦の東京新聞杯から3戦連続で8着以下、3戦目の安田記念に至っては最下位18着と惨敗。7月の中京記念は10番人気ながら後方からの鋭い追い込みで2着に健闘したが、結局馬券に絡めたのはこの1戦のみに終わった。8月の小倉記念は4着、11月の福島記念は見せ場なく13着に沈んだ。

### 7歳（2023年）
2月19日の小倉大賞典より始動。58キロのトップハンデをものともせず、上り最速の末脚で勝ち馬ヒンドゥタイムズをクビの上げ下げまで追い詰め、ハナ差の2着に健闘した。その後はマーチステークスでダートに初挑戦も9着と敗れ、平安ステークス、小倉記念、武蔵野ステークスと芝・ダート問わずに参戦したが、いずれも着外に終わりシーズンを終えた。

### 8歳（2024年）
中山金杯から始動し8着に終わると、続く小倉大賞典では7着と惜敗する。その後は大阪杯、安田記念と2年ぶりにGI競走にも挑戦したがそれぞれ9着、16着という結果であった。中京記念7着を挟んで9月8日の京成杯オータムハンデキャップ8着が現役最終戦となり、9月13日、オーナーのキャロットクラブにより現役引退が発表された。池添調教師は「返し馬で苦しがるような素振りをしていたことを見ると、これ以上競馬に行ってしんどい思いをさせるのもどうかという思い、そして大きな怪我などをしてほしくないという思いが大きく、クラブ、牧場とも相談させていただき、このたび引退ということになりました」とコメントした。翌9月14日付でJRAの競走馬登録を抹消された。引退後は石川県珠洲市の珠洲ホースパークで乗馬として供用される予定。

## 競走成績
以下の内容は、JBISサーチおよびnetkeiba.comに基づく。
| 競走日     | 競馬場 | 競走名        | 格   | 距離（馬場）  | 頭 数 | 枠 番 | 馬 番 | オッズ （人気） | 着順 | タイム （上り3F） | 着差 | 騎手          | 斤量 [kg] | 1着馬（2着馬）         | 馬体重 [kg] |
| ---------- | ------ | ------------- | ---- | ------------- | ----- | ----- | ----- | --------------- | ---- | ----------------- | ---- | ------------- | --------- | ---------------------- | ----------- |
| 2018.07.08 | 中京   | 2歳新馬       |      | 芝2000m（重） | 10    | 2     | 2     | 007.30（4人）   | 01着 | R2:06.1（34.3）   | -0.4 | 0福永祐一     | 54        | （トーセンカンビーナ） | 464         |
| 0000.09.15 | 阪神   | 野路菊S       | OP   | 芝1800m（良） | 6     | 2     | 2     | 003.60（2人）   | 01着 | R1:48.1（34.1）   | -0.1 | 0福永祐一     | 54        | （ヴェロックス）       | 474         |
| 0000.11.17 | 東京   | 東スポ杯2歳S  | GIII | 芝1800m（良） | 16    | 2     | 3     | 006.80（3人）   | 11着 | R1:47.5（35.1）   | -0.9 | 0福永祐一     | 55        | ニシノデイジー         | 468         |
| 2019.01.14 | 中山   | 京成杯        | GIII | 芝2000m（良） | 12    | 5     | 6     | 011.00（5人）   | 11着 | R2:02.2（36.3）   | -1.0 | 0福永祐一     | 56        | ラストドラフト         | 486         |
| 0000.04.13 | 阪神   | アーリントンC | GIII | 芝1600m（良） | 18    | 5     | 10    | 021.70（7人）   | 02着 | R1:34.2（33.3）   | -0.0 | 0A.シュタルケ | 56        | イベリス               | 480         |
| 0000.05.05 | 東京   | NHKマイルC    | GI   | 芝1600m（良） | 18    | 5     | 10    | 032.80（7人）   | 03着 | R1:32.5（33.7）   | -0.1 | 0B.アヴドゥラ | 57        | アドマイヤマーズ       | 476         |
| 0000.07.21 | 中京   | 中京記念      | GIII | 芝1600m（稍） | 16    | 7     | 14    | 004.00（2人）   | 08着 | R1:34.2（34.7）   | -0.6 | 0川田将雅     | 53        | グルーヴィット         | 476         |
| 0000.10.19 | 東京   | 富士S         | GIII | 芝1600m（稍） | 18    | 5     | 10    | 014.90（7人）   | 05着 | R1:33.4（33.5）   | -0.4 | 0A.シュタルケ | 54        | ノームコア             | 480         |
| 0000.11.17 | 京都   | マイルCS      | GI   | 芝1600m（良） | 17    | 6     | 11    | 080.4（13人）   | 06着 | R1:33.5（33.4）   | -0.5 | 0武豊         | 56        | インディチャンプ       | 490         |
| 2020.01.05 | 京都   | 京都金杯      | GIII | 芝1600m（良） | 18    | 7     | 13    | 003.10（1人）   | 17着 | R1:36.1（35.7）   | -2.1 | 0武豊         | 55        | サウンドキアラ         | 494         |
| 0000.06.21 | 阪神   | 米子S         | L    | 芝1600m（良） | 18    | 1     | 2     | 006.30（4人）   | 10着 | R1:33.7（34.2）   | -1.0 | 0福永祐一     | 56        | スマイルカナ           | 488         |
| 0000.08.30 | 新潟   | 朱鷺S         | L    | 芝1400m（良） | 18    | 7     | 13    | 007.30（4人）   | 01着 | R1:21.2（34.8）   | -0.0 | 0福永祐一     | 56        | （ストーミーシー）     | 482         |
| 0000.10.31 | 京都   | スワンS       | GII  | 芝1400m（良） | 16    | 5     | 9     | 020.10（6人）   | 07着 | R1:21.6（33.9）   | -0.4 | 0福永祐一     | 56        | カツジ                 | 490         |
| 0000.11.28 | 東京   | キャピタルS   | L    | 芝1600m（良） | 13    | 7     | 10    | 004.70（2人）   | 09着 | R1:33.8（35.8）   | -1.0 | 0C.ルメール   | 56        | ピースワンパラディ     | 490         |
| 2021.02.07 | 東京   | 東京新聞杯    | GIII | 芝1600m（良） | 16    | 2     | 4     | 034.2（12人）   | 02着 | R1:32.4（33.5）   | -0.0 | 0田辺裕信     | 56        | カラテ                 | 488         |
| 0000.04.03 | 中山   | ダービー卿CT  | GIII | 芝1600m（良） | 15    | 6     | 11    | 007.80（4人）   | 02着 | R1:32.8（34.2）   | -0.2 | 0田辺裕信     | 56        | テルツェット           | 484         |
| 0000.06.06 | 東京   | 安田記念      | GI   | 芝1600m（良） | 14    | 8     | 14    | 074.50（9人）   | 12着 | R1:32.8（33.9）   | -1.1 | 0田辺裕信     | 58        | ダノンキングリー       | 488         |
| 0000.07.18 | 小倉   | 中京記念      | GIII | 芝1800m（良） | 12    | 6     | 8     | 009.50（6人）   | 02着 | R1:46.3（33.7）   | -0.1 | 0福永祐一     | 56        | アンドラステ           | 482         |
| 0000.09.12 | 中山   | 京成杯AH      | GIII | 芝1600m（良） | 16    | 1     | 2     | 015.40（7人）   | 01着 | R1:32.0（33.9）   | -0.0 | 0戸崎圭太     | 56        | （コントラチェック）   | 482         |
| 0000.11.21 | 阪神   | マイルCS      | GI   | 芝1600m（良） | 16    | 6     | 11    | 035.20（8人）   | 09着 | R1:33.2（33.1）   | -0.6 | 0戸崎圭太     | 57        | グランアレグリア       | 492         |
| 2022.02.06 | 東京   | 東京新聞杯    | GIII | 芝1600m（良） | 15    | 8     | 14    | 018.40（5人）   | 08着 | R1:33.6（34.3）   | -1.3 | 0戸崎圭太     | 58        | イルーシヴパンサー     | 494         |
| 0000.04.02 | 中山   | ダービー卿CT  | GIII | 芝1600m（良） | 16    | 8     | 15    | 012.30（6人）   | 09着 | R1:32.9（34.1）   | -0.6 | 0戸崎圭太     | 57        | タイムトゥヘヴン       | 494         |
| 0000.06.05 | 東京   | 安田記念      | GI   | 芝1600m（良） | 18    | 6     | 11    | 203.4（18人）   | 18着 | R1:34.0（34.2）   | -1.7 | 0戸崎圭太     | 58        | ソングライン           | 484         |
| 0000.07.24 | 小倉   | 中京記念      | GIII | 芝1800m（良） | 16    | 6     | 11    | 028.6（10人）   | 02着 | R1:46.0（34.0）   | -0.1 | 0団野大成     | 57        | ベレヌス               | 482         |
| 0000.08.14 | 小倉   | 小倉記念      | GIII | 芝2000m（良） | 15    | 7     | 14    | 013.70（6人）   | 04着 | R1:58.6（35.1）   | -1.2 | 0団野大成     | 57        | マリアエレーナ         | 484         |
| 0000.11.13 | 福島   | 福島記念      | GIII | 芝2000m（良） | 16    | 2     | 4     | 011.20（6人）   | 13着 | R2:01.5（35.9）   | -1.3 | 0団野大成     | 57        | ユニコーンライオン     | 488         |
| 2023.02.19 | 小倉   | 小倉大賞典    | GIII | 芝1800m（重） | 16    | 1     | 1     | 017.70（9人）   | 02着 | R1:49.7（35.3）   | -0.0 | 0団野大成     | 58        | ヒンドゥタイムズ       | 494         |
| 0000.03.26 | 中山   | マーチS       | GIII | ダ1800m（不） | 16    | 1     | 2     | 026.4（10人）   | 09着 | R1:52.3（37.6）   | -0.9 | 0石川裕紀人   | 58.5      | ハヤブサナンデクン     | 492         |
| 0000.05.20 | 京都   | 平安S         | GIII | ダ1900m（稍） | 16    | 4     | 7     | 048.3（10人）   | 12着 | R2:03.0（41.3）   | -3.2 | 0西村淳也     | 57        | グロリアムンディ       | 494         |
| 0000.08.13 | 小倉   | 小倉記念      | GIII | 芝2000m（良） | 16    | 3     | 6     | 021.70（8人）   | 11着 | R1:59.5（36.0）   | -1.7 | 0団野大成     | 58.5      | エヒト                 | 488         |
| 0000.11.11 | 東京   | 武蔵野S       | GIII | ダ1600m（良） | 16    | 8     | 15    | 100.5（12人）   | 12着 | R1:36.5（36.8）   | -1.3 | 0田辺裕信     | 57        | ドライスタウト         | 492         |
| 2024.01.06 | 中山   | 中山金杯      | GIII | 芝2000m（良） | 17    | 7     | 13    | 184.0（17人）   | 08着 | R1:59.4（33.8）   | -0.5 | 0荻野極       | 58.5      | リカンカブール         | 488         |
| 0000.02.18 | 小倉   | 小倉大賞典    | GIII | 芝1800m（良） | 15    | 1     | 2     | 014.30（6人）   | 07着 | R1:45.9（34.3）   | -0.8 | 0斎藤新       | 58.5      | エピファニー           | 490         |
| 0000.03.31 | 阪神   | 大阪杯        | GI   | 芝2000m（良） | 16    | 8     | 16    | 355.5（16人）   | 09着 | R1:58.9（34.2）   | -0.7 | 0藤岡康太     | 58        | ベラジオオペラ         | 492         |
| 0000.06.02 | 東京   | 安田記念      | GI   | 芝1600m（稍） | 18    | 1     | 1     | 212.1（18人）   | 16着 | R1:33.6（34.0）   | -1.3 | 0斎藤新       | 58        | ロマンチックウォリアー | 494         |
| 0000.07.21 | 小倉   | 中京記念      | GIII | 芝1800m（良） | 14    | 4     | 5     | 062.5（11人）   | 07着 | R1:48.4（37.3）   | -1.2 | 0幸英明       | 58        | アルナシーム           | 490         |
| 0000.09.08 | 中山   | 京成杯AH      | GIII | 芝1600m（良） | 16    | 1     | 1     | 195.8（15人）   | 08着 | 01:31.6（33.3）   | -0.8 | 0荻野極       | 58        | アスコリピチェーノ     | 490         |

## 血統表
| カテドラルの血統           | カテドラルの血統                                          | カテドラルの血統             | （血統表の出典）             | （血統表の出典） |
| 父系                       | サンデーサイレンス系                                      | サンデーサイレンス系         | サンデーサイレンス系         | [ § 2 ]          |
| 父 ハーツクライ 2001 鹿毛  | 父の父*サンデーサイレンス Sunday Silence 1986 青鹿毛      | Halo                         | Hail to Reason               | Hail to Reason   |
| 父 ハーツクライ 2001 鹿毛  | 父の父*サンデーサイレンス Sunday Silence 1986 青鹿毛      | Halo                         | Cosmah                       |                  |
| 父 ハーツクライ 2001 鹿毛  | 父の父*サンデーサイレンス Sunday Silence 1986 青鹿毛      | Wishing Well                 | Understanding                | Understanding    |
| 父 ハーツクライ 2001 鹿毛  | 父の父*サンデーサイレンス Sunday Silence 1986 青鹿毛      | Wishing Well                 | Mountain Flower              |                  |
| 父 ハーツクライ 2001 鹿毛  | 父の母アイリッシュダンス 1990 鹿毛                        | *トニービン                  | *カンパラ                    | *カンパラ        |
| 父 ハーツクライ 2001 鹿毛  | 父の母アイリッシュダンス 1990 鹿毛                        | *トニービン                  | Severn Bridge                |                  |
| 父 ハーツクライ 2001 鹿毛  | 父の母アイリッシュダンス 1990 鹿毛                        | *ビューパーダンス            | Lyphard                      | Lyphard          |
| 父 ハーツクライ 2001 鹿毛  | 父の母アイリッシュダンス 1990 鹿毛                        | *ビューパーダンス            | My Bupers                    |                  |
| 母 *アビラ Abyla 2004 鹿毛 | 母の父*ロックオブジブラルタル Rock of Gibraltar 1999 鹿毛 | *デインヒル                  | Danzig                       | Danzig           |
| 母 *アビラ Abyla 2004 鹿毛 | 母の父*ロックオブジブラルタル Rock of Gibraltar 1999 鹿毛 | *デインヒル                  | Razyana                      |                  |
| 母 *アビラ Abyla 2004 鹿毛 | 母の父*ロックオブジブラルタル Rock of Gibraltar 1999 鹿毛 | Offshore Boom                | Be My Guest                  | Be My Guest      |
| 母 *アビラ Abyla 2004 鹿毛 | 母の父*ロックオブジブラルタル Rock of Gibraltar 1999 鹿毛 | Offshore Boom                | Push a Button                |                  |
| 母 *アビラ Abyla 2004 鹿毛 | 母の母Animatrice 1985 鹿毛                                | Alleged                      | Hoist the Flag               | Hoist the Flag   |
| 母 *アビラ Abyla 2004 鹿毛 | 母の母Animatrice 1985 鹿毛                                | Alleged                      | Princess Pout                |                  |
| 母 *アビラ Abyla 2004 鹿毛 | 母の母Animatrice 1985 鹿毛                                | Alexandrie                   | Val de l'Orne                | Val de l'Orne    |
| 母 *アビラ Abyla 2004 鹿毛 | 母の母Animatrice 1985 鹿毛                                | Alexandrie                   | Apachee                      |                  |
| 母系(F-No.)                | (FN:4-i)                                                  | (FN:4-i)                     | (FN:4-i)                     | [ § 3 ]          |
| 5代内の近親交配            | Northern Dancer 5･5×5＝9.38%                              | Northern Dancer 5･5×5＝9.38% | Northern Dancer 5･5×5＝9.38% | [ § 4 ]          |
| 出典                       | 1. 2. 3. 4.                                               | 1. 2. 3. 4.                  | 1. 2. 3. 4.                  | 1. 2. 3. 4.      |

- 半兄ジェベルムーサ（父アグネスタキオン）はエルムステークス勝ち馬[14]。